# Sussundenga
Sussundenga é uma povoação da província de Manica, em Moçambique, sede do distrito do mesmo nome.

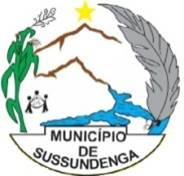
Brasão